# AN602
| Masse       | ca. 27 Tonnen |
| Länge       | 8 m           |
| Durchmesser | 2,1 m         |

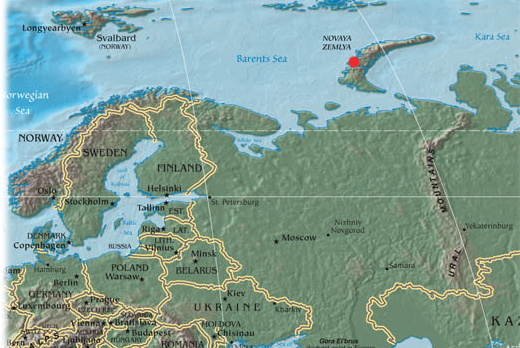
Ort der Explosion (heutige Ländergrenzen)

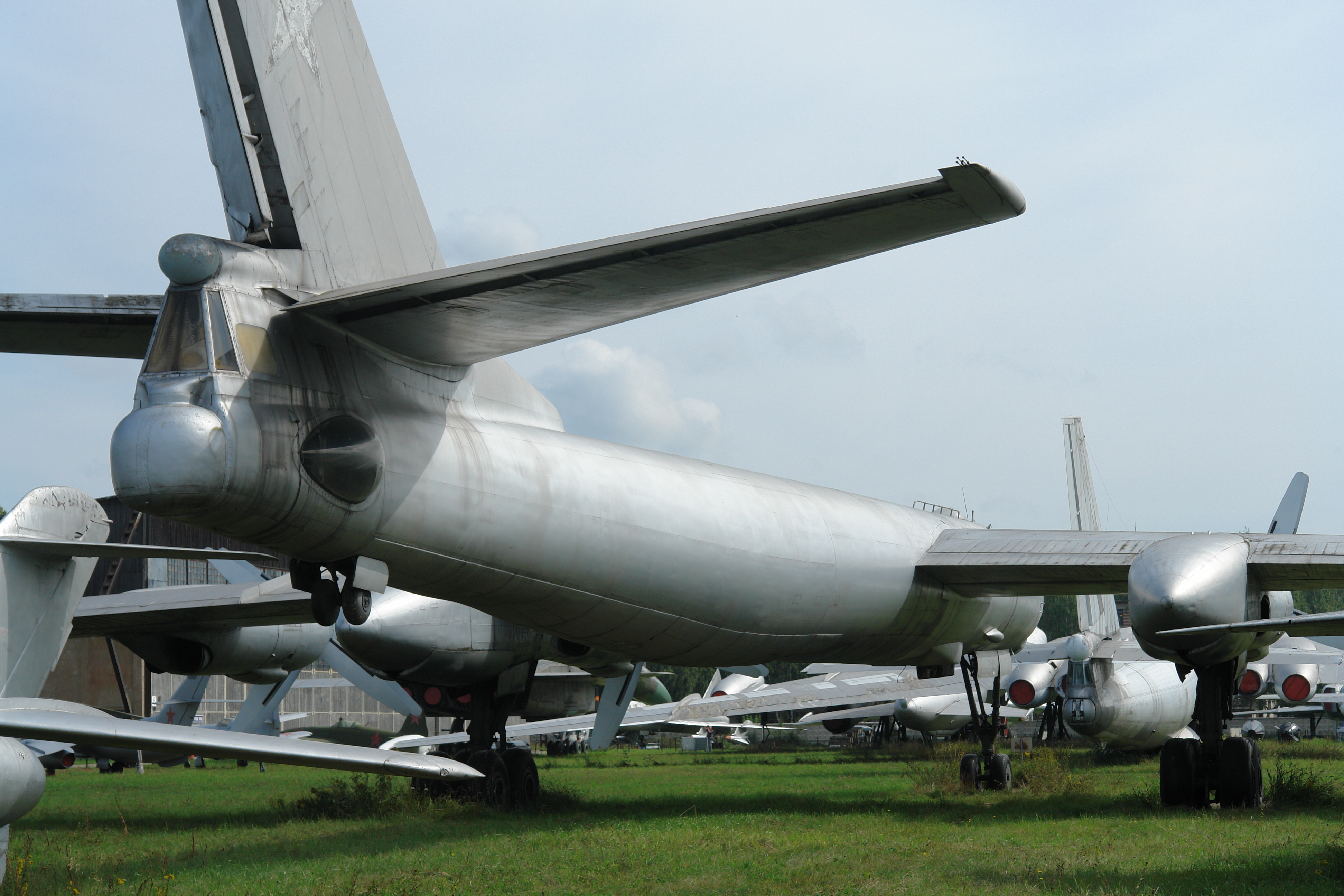
Der Tu-95-Bomber, der die Zar-Bombe abwarf, steht im Museum der Luftstreitkräfte

Die AN602 war eine Wasserstoffbombe, die am 30. Oktober 1961 im Norden der Sowjetunion gezündet wurde. Sie erzeugte die größte jemals von Menschen verursachte Explosion.
Der Deckname lautete Wanja. Fälschlicherweise wird sie oft als RDS-220 oder RN202 (РДС-220, РН202) bezeichnet. In der damaligen deutschen Presse wurde sie als „Superbombe“ bezeichnet. Nach dem Zerfall der Sowjetunion verbreitete sich der Name Zar-Bombe (russisch Царь-бомба/Zar-Bomba), abgeleitet vom Herrschertitel Zar. Der Name ist eine Anspielung auf die Zarenglocke und -kanone.

## Aufbau
Die von einem Team um den späteren Dissidenten Andrej Sacharow konstruierte Bombe wog 27 Tonnen, war 8 Meter lang und maß 2,1 Meter im Durchmesser. Sie war als dreistufige Fusionsbombe konstruiert und für eine maximale Sprengkraft von 100 MT ausgelegt. 
Um die radioaktive Belastung um 97 Prozent zu reduzieren, wurde für den Test die Sprengkraft auf die Hälfte (50 MT) verringert, indem das durch schnelle Neutronen spaltbare Uran-238 des Mantels der dritten und möglicherweise auch der zweiten Stufe durch Blei ersetzt wurde. Dieses Uran im Mantel wäre durch die schnellen Neutronen der Wasserstoff-Stufen gespalten worden, was die Sprengkraft mindestens verdoppelt hätte. Als Fusionsbrennstoff wurde Lithiumdeuterid verwendet. In Relation zu ihrer Sprengkraft wurde diese Bombe damit zur „saubersten“ jemals eingesetzten Kernwaffe.
Eine „konventionelle“ Atombombenexplosion erzeugte die Temperatur und den Druck, um den Lithiumhydridbrennstoff zu fusionieren, woraus sich dann die gigantische Energie und damit Sprengkraft ergab.
Eine technische Herausforderung war auch die Herstellung des Fallschirms, der die Bombe nach dem Abwurf trug.

## Sprengkraft

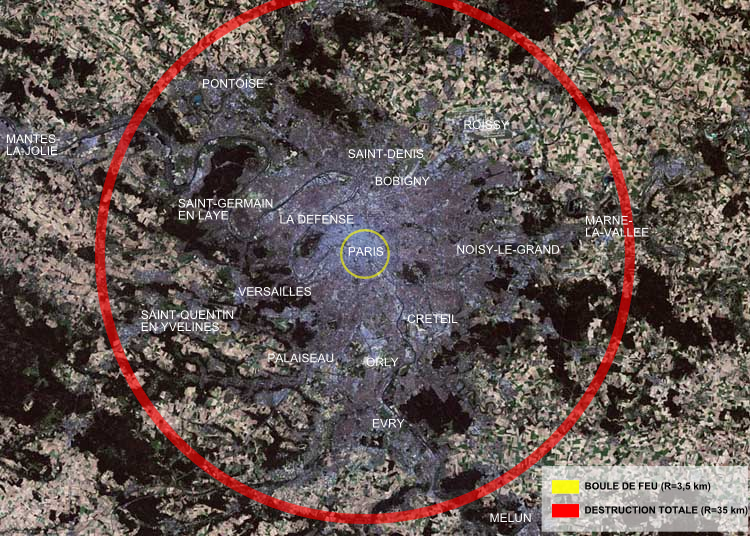
Zerstörungswirkung der Zar-Bombe über einer Karte von Paris: Der rote Kreis umfasst die Zone totaler Zerstörung (Radius: 35 km), der gelbe Kreis den Feuerball (Radius: 3,5 km).

Die Sprengkraft der Zar-Bombe betrug nach sowjetischer Angabe 50 MT, womit sie rund 4000-mal so stark war wie die Hiroshima-Bombe Little Boy und etwa drei- bis viermal so stark wie Castle Bravo, der stärkste Kernwaffentest der USA.
Kurze Zeit nach dem Test schätzten die USA die Sprengkraft der Bombe auf 57 MT. Die USA hatten aufgrund dessen, dass der Test angekündigt war, ein KC-135-Messflugzeug eingesetzt, das die Pilzwolke vermessen konnte. Diese Angabe wurde später auch von sowjetischen Medien übernommen, vermutlich, um die ohnehin beabsichtigte Propagandawirkung zu verstärken.
Die Differenz von 14 Prozent zwischen geschätzter, erwarteter und tatsächlich eingetretener Sprengkraft war keine außerordentliche Abweichung. Zum Beispiel variierten die Schätzungen zur Stärke von Little Boy von 12 bis 16 kT, eine Differenz von 33 Prozent. Noch größer war die Differenz von Vorhersage und tatsächlicher Sprengkraft bei der Explosion der Feststoff-H-Bombe Castle Bravo. Sie war mit etwa 15 MT etwa zweieinhalbmal so hoch wie ursprünglich angenommen.
In seinen Memoiren (1970) schreibt Chruschtschow: „Unsere Wissenschaftler berechneten im Vorfeld, dass die Kraft der Bombe 50 Millionen Tonnen TNT gleichkommen würde. Jedenfalls theoretisch. Tatsächlich stellte sich heraus, dass die Explosion äquivalent zu 57 Millionen Tonnen war.“ Dennoch findet sich in allen seit 1991 erschienenen russischen Veröffentlichungen die Zahl 50 MT.
Die Menge des chemischen Sprengstoffs TNT, die eine Energie vergleichbar der Zar-Bombe freisetzen würde, hätte als Kugel einen Durchmesser von 400 Metern.

## Durchführung des Tests
Die Bombe wurde am 30. Oktober 1961 um 11:32 Uhr Moskauer Zeit über dem Testgelände „Zone C“ auf der Halbinsel Suchoi Nos in der Mitjuschikabucht auf der Insel Nowaja Semlja bei etwa 73,8° nördlicher Breite und 54,6° östlicher Länge gezündet. Sie wurde von einem modifizierten Tupolew-Tu-95W-Bomber in 10.500 Metern Höhe abgeworfen und durch einen Fallschirm abgebremst, um dem Flugzeug ausreichend Zeit zum Verlassen des Testgebietes zu geben. Der eigens entwickelte fünfstufige Fallschirm stellte auch sicher, dass das Lastvielfache nie den Wert von 5 g überschritt.
Die Besatzungen der Tupolew sowie einer weiteren Maschine, die der Beobachtung diente, hatten eine etwa 50-prozentige Chance, den Test zu überleben, was den Besatzungen bekannt gewesen sein soll. Das Ausklinken der Bombe wurde vom Boden aus gesteuert. Die Besatzung hatte nun 188 Sekunden Zeit, sich von der Bombe zu entfernen. Um sie transportieren zu können, waren die Klappen des Bombenschachtes entfernt worden.

## Auswirkungen
Die Explosion fand in einer Höhe von etwa 4000 m statt. Der Feuerball der Explosion berührte den Erdboden nicht, obwohl er etwa die Flughöhe des Trägerflugzeuges erreichte. Ursache war die vom Boden zurückgeworfene Druckwelle, die den Feuerball flach und nach oben drückte. Dadurch und durch die reduzierte Auslegung der Bombe hielt sich die radioaktive Verstrahlung in Grenzen. Der charakteristische kurze Strahlungsblitz der eigentlichen thermonuklearen Explosion im Bereich unter 1 Millisekunde sowie der kurz darauf folgende Strahlungsimpuls des Feuerballes im Sekundenbereich wurden von vielen Beobachtungsstandorten aus registriert und vermessen. Trotz bewölkten Himmels war die Wärmestrahlung in 270 km Entfernung spürbar und der Blitz war in 1000 km Entfernung sichtbar. In Norwegen und Finnland zerbrachen Fensterscheiben.
Die Besatzung des Trägerflugzeuges beobachtete, dass sich die Wolken, in denen man sich etwa 50 km von der Explosion entfernt befand, durch die Strahlung auflösten und durchsichtig wurden. Die Ionisierung der Atmosphäre führte dazu, dass der Funkverkehr für etwa eine Stunde ausfiel, sodass die Meldung über den Erfolg des Tests zunächst nicht übermittelt werden konnte.
Der Atompilz erreichte kurzzeitig eine Höhe von ungefähr 64 km. Die stabile Endhöhe dürfte zwischen 40 und 50 km betragen haben. Die durch die Explosion ausgelöste Druckwelle umrundete etwa zweieinhalb mal den Globus. Die dritte Wiederankunft am Ursprungsort war hingegen nur noch mit hochempfindlichen Barographen messbar. Da mit dem Druck auch die Dichte schwankte, wurde die atmosphärische Welle als langsame vertikale Komponente von Seismographen registriert, deren träge Masse veränderlichen Auftrieb erfuhr.
Obwohl die Bombe in relativ großer Höhe gezündet wurde, regte die Explosion auch mehrere Arten seismischer Wellen mit einer Stärke von 5,8 an. P-Wellen waren sogar auf der dem Testgebiet entgegengesetzten Erdseite messbar.
Obwohl die Tu-95 zum Hitzeschutz mit weißer Farbe angestrichen war, führte die Explosion am mittlerweile 39 km (nach anderer Quelle 50 km) entfernten Flugzeug zu Schäden. Durch die elektromagnetische Schockwelle fielen drei Triebwerke aus. Zwei davon konnten während eines rasanten Sinkfluges von 11.500 m auf 5000 m wieder gestartet werden, das dritte ausgefallene Aggregat war durch die Explosionshitze funktionsunfähig geworden. Nach der Landung stellte man fest, dass Rumpf- und Tragflächenteile teilweise verkohlt und vorstehende Aluminiumteile verformt und angeschmolzen waren.